# Кадишман, Менаше
Менаше Кадишман (ивр. מנשה קדישמן‎; 21 августа 1932 — 8 мая 2015) — израильский художник и скульптор. Его произведения выставлены на центральных площадях многих городов Израиля, а его картины находятся в различных художественных галереях Израиля. Наиболее известен своими скульптурами из металла. В 1995 году он получил премию Израиля.
Родился в Тель-Авиве. Был разведён и имел двоих детей.
Умер 8 мая 2015 года в Рамат-Гане в возрасте 82 лет.

## Ссылки

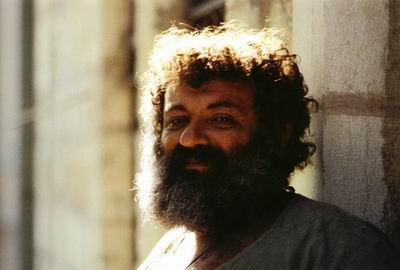
Менаше Кадишман в 1979 году